# 7985 Nedelcu
A 7985 Nedelcu (ideiglenes jelöléssel 1981 EK10) a Naprendszer kisbolygóövében található aszteroida. Schelte J. Bus fedezte fel 1981. március 1-jén.